# Zwartkapkatvogel
De zwartkapkatvogel (Ailuroedus melanocephalus) is een van de meer dan twintig soorten prieelvogels. De vogel werd in 1883 als aparte soort beschreven door Edward Pierson Ramsay. Later werd de soort als ondersoort van de zwartoorkatvogel (A. melanotis) beschouwd. Onderzoek gepubliceerd in 2016 wijst uit dat de status van aparte soort verdedigbaar is.

## Kenmerken
De vogel is gemiddeld 29 cm en lijkt sterk op de  zwartoorkatvogel. Zoals de naam al suggereert heeft de vogel een duidelijke zwarte kruin en ook meer zwart op de kin, maar verder is er uiterlijk weinig verschil.

## Verspreiding en leefgebied
De soort komt voor in montane bossen in het zuidoosten van het hoofdeiland Nieuw-Guinea op hoogten tussen de 600 en 2300 meter boven zeeniveau.
Als afgesplitste soort komt de soort niet voor op de Rode Lijst van de IUCN.